# 十六烷基三甲基硝酸铵
十六烷基三甲基硝酸铵是一种季铵盐，化学式[C19H42N]NO3，或简写为CTAN、CTANO3。它是一种阳离子表面活性剂，可由十六烷基三甲基氯化铵或十六烷基三甲基溴化铵和硝酸银的复分解反应制备，也可由十六烷基三甲基黄原酸乙酯的反应得到。它在25 °C时的临界胶束浓度为0.83 mmol·L−1。